# Christian Cabrol
Christian Émile Albert Cabrol (ur. 16 września 1925 w Chézy-sur-Marne, zm. 16 czerwca 2017 w Paryżu) – francuski lekarz, kardiochirurg i transplantolog, profesor, samorządowiec i polityk, eurodeputowany IV kadencji. Jako pierwszy w Europie przeprowadził operację transplantacji serca.

## Życiorys
Kształcił się na Wydziale Medycyny Uniwersytetu Paryskiego, gdzie w 1954 uzyskał doktorat, a w następnych latach kolejne stopnie akademickie. Od 1948 praktykował jako lekarz, w latach 1972–1990 był ordynatorem oddziału kardiochirurgii w szpitalu Pitié Salpêtrière. Jako naukowiec związany głównie z Université Pierre et Marie Curie, na który objął stanowisko profesora. Członek krajowych i międzynarodowych towarzystw zrzeszających kardiochirurgów, chirurgów i transplantologów, na przełomie lat 80. i 90. kierował Association France Transplant, w 1998 uzyskał członkostwo w Académie nationale de médecine.
27 kwietnia 1968 przeprowadził pierwszą w Europie transplantację serca – operowany pacjent zmarł po 51 godzinach. Na początku lat 70. prowadzony przez niego paryski ośrodek był jednym z trzech na świecie prowadzących tego rodzaju operacje. W 1982 jako pierwszy we Francji dokonał przeszczepienia serca i płuc, a w 1986 pierwszego w tym kraju wszczepienia sztucznego serca.
Był także aktywnym politykiem. Należał do gaullistowskiego Zgromadzenia na rzecz Republiki, a w 2002 z tym ugrupowaniem dołączył do Unii na rzecz Ruchu Ludowego. Trzykrotnie (1989, 1995 i 2001) był wybierany na radnego Paryża. Od 1996 do 2001 pełnił funkcję zastępcy mera francuskiej stolicy. W 1994 z ramienia koalicji gaullistów i centrystów uzyskał mandat posła do Parlamentu Europejskiego, w którym zasiadał do 1999.

## Odznaczenia
Kawaler (1977) i Komandor (2003) Legii Honorowej, Kawaler (1973) i Oficer (1987) Orderu Narodowego Zasługi.